# تمثال نهضة مصر

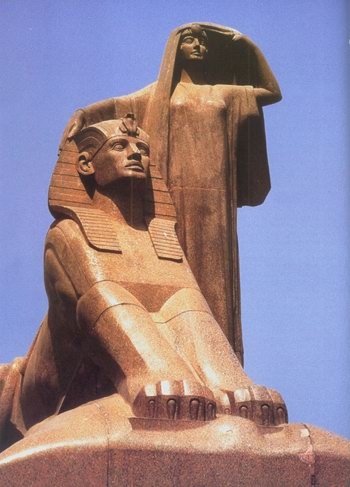
تمثال نهضة مصر

تمثال نهضة مصر تمثال كبير من حجر الجرانيت ، يعد رمزاً لمصر الحديثة وأهم أعمال الفنان المصري النحات محمود مختار على الإطلاق ، كما أن له دلالة خاصة في الإشارة للأحداث السياسية التي مرت بها مصر في تلك الفترة الهامة حيث كانت مصر تطالب بالاستقلال. و يعتبر من أعظم تماثيل العصر الحديث.

## شكل التمثال

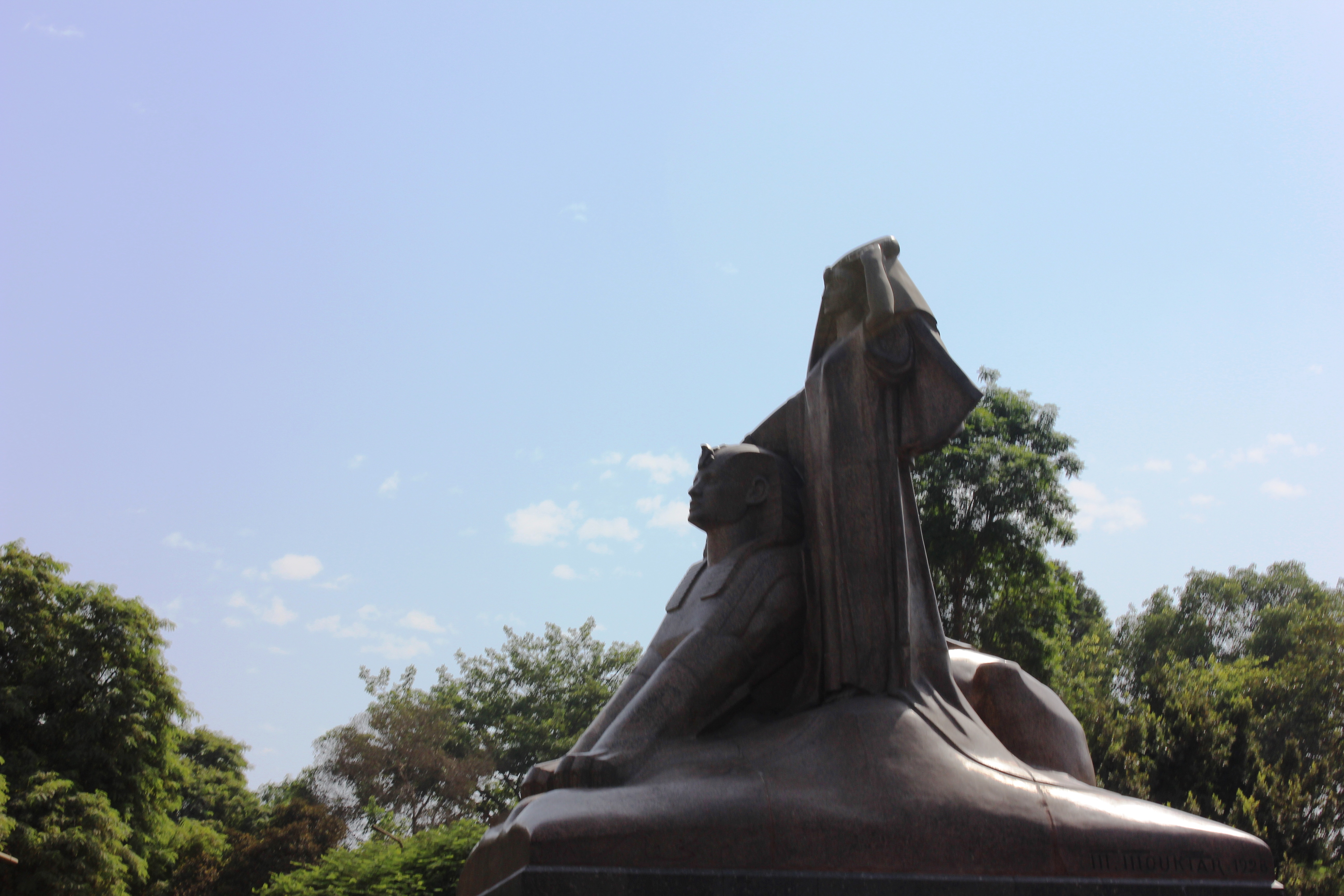
تمثال نهضة مصر.

يمثل التمثال فتاة مصرية تقف بجانب تمثال أبي الهول وتضع يدها على رأسه وهي رمز لمصر وهي تنظر إلى المستقبل، أبو الهول يمثل نهوض الجمهورية المصرية، والمرأة هنا تنزع الحجاب عن رأسها رمزا للتحرر، فلهذا التمثال يجمع ما بين النهوض والتحرر في تلك الفترة.

## مولد فكرة التمثال
جاءت فكرة نحت تمثال ليمثل نهضة مصر في تلك الفترة السياسية الهامة من تاريخ مصر إلى الفنان محمود مختار في عام 1917 . فبدأ خلال 1918- 1919 في نحت تمثال كبير يبلغ حجمه نصف حجم التمثال الحالى وعندما أكمله عرضه في عام 1920 في معرض الفنون الجميلة السنوى في باريس ونال إعجاب المحكمين والرواد من المهتمين بفن النحت .
وحدث أن ذهب سعد زغلول ورفاقه من رجال حزب الوفد إلى فرنسا وتحديداً باريس لأول مرة ، قاموا بزيارة معرض الفنون الجميلة وشاهدوا التمثال المصري وأعجبوا به وكتبوا إلى مصر يشجعون على إقامته في القاهرة، ووافق مجلس الوزراء في 25 يونيو 1921.
كما أسهم الشعب المصري في اكتتاب عام لإقامته ثم أكملت الحكومة النفقات، وفي 20 مايو عام 1928 أقيمت حفلة كبرى في ميدان باب الحديد - (رمسيس حالياً) لإزاحة الستار عن التمثال . ثم نقل التمثال من مكانه الأول إلى ميدان جامعة القاهرة في عام 1955.